# Jalons (Xenakis)

Jalons  est une œuvre de Iannis Xenakis pour quinze musiciens, composée en 1986.

## Histoire
Jalons est une commande de l'Ensemble intercontemporain à Iannis Xenakis, pour célébrer le dixième anniversaire de la création de l'ensemble.
L'œuvre est créée au Théâtre de la Ville, par l'Ensemble intercontemporain sous la direction de Pierre Boulez, le 26 janvier 1987, avec les Petites esquisses d'oiseaux d'Olivier Messiaen. 
C'est une œuvre « âpre, rude et massive […], sans compromis », aux sonorités vives. Son exécution dure à peu près un quart d'heure.

## Discographie
- Ensemble intercontemporain, dirigés par Pierre Boulez, Erato (1990)